# Канцеров, Алексей Яковлевич
Алексей Яковлевич Канцеров (? — 25 июня 1918) — иерей Русской православной церкви, священномученик.

## Жизнеописание
В 1902 году Канцеров Алексей Яковлевич окончил Уфимскую Духовную Семинарию. Алексий (Алексей Яковлевич Канцеров) был учителем церковно-приходской школы на станции Вязовая Самаро-Златоустовской железной дороги, затем псаломщиком Преображенской церкви этой станции.
В 1907 году рукоположен в священники Крестовоздвиженской церкви в селе Воздвиженка Белебеевского уезда Уфимской губернии. С 1915 года служил священником в Покровской церкви села Топорнина Уфимского уезда (ныне — районный центр Кушнаренково Республики Башкортостан).
В 1917 году о. Алексий был избран председателем Комитета при Волостном правлении по распространению среди населения сведений о военном внутреннем Государственном займе.
25 июня 1918 года отца Алексия арестовали в Топорнино и увезли на пароходе в Сарапул.
После многочисленных пыток и издевательств большевики его расстреляли ночью на обратном пути из Сарапула в Уфу, тело сбросили в воду.

## Канонизация
Священномученик священник Алексей Канцеров канонизирован в 1999 году епископом Уфимским и Стерлитамакским Никоном как Местночтимый святой Уфимской епархии.
Священномученик священник Алексей Канцеров канонизирован Архиерейским Собором Русской Православной Церкви, 13—16 августа 2000 года.
Дни памяти: Собор новомучеников и исповедников Российских, Первое воскресение, начиная с 25.01/07.02.